# Figlie di Maria Vergine Immacolata
Le Figlie di Maria Vergine Immacolata (sigla F.M.V.I.) sono un istituto religioso femminile di diritto pontificio.

## Storia
La congregazione fu fondata il 1º marzo 1854 ad Albissola Marina da Battistina Vallerga con l'aiuto del canonico Francesco Piccone e del frate minore riformato Ottaviano da Savona. Ai tre voti comuni a tutti i religiosi, le suore dell'istituto aggiungevano quello di "soccorso ai poveri", cioè di visitare, assistere e servire gli infermi a domicilio e in caso di epidemie.
L'istituto ricevette il pontificio decreto di lode il 12 settembre 1898 e l'approvazione definitiva il 28 marzo 1949.

## Attività e diffusione
Le suore si dedicano all'educazione della gioventù e alla cura dei malati, anche a domicilio.
Oltre che in Italia, sono presenti nelle Filippine e in Indonesia; sono state missionarie anche in Costa d'Avorio dal 1974 al 2021; la sede generalizia è a Savona.
Alla fine del 2015 l'istituto contava 116 religiose in 17 case.